# Mara Genschel

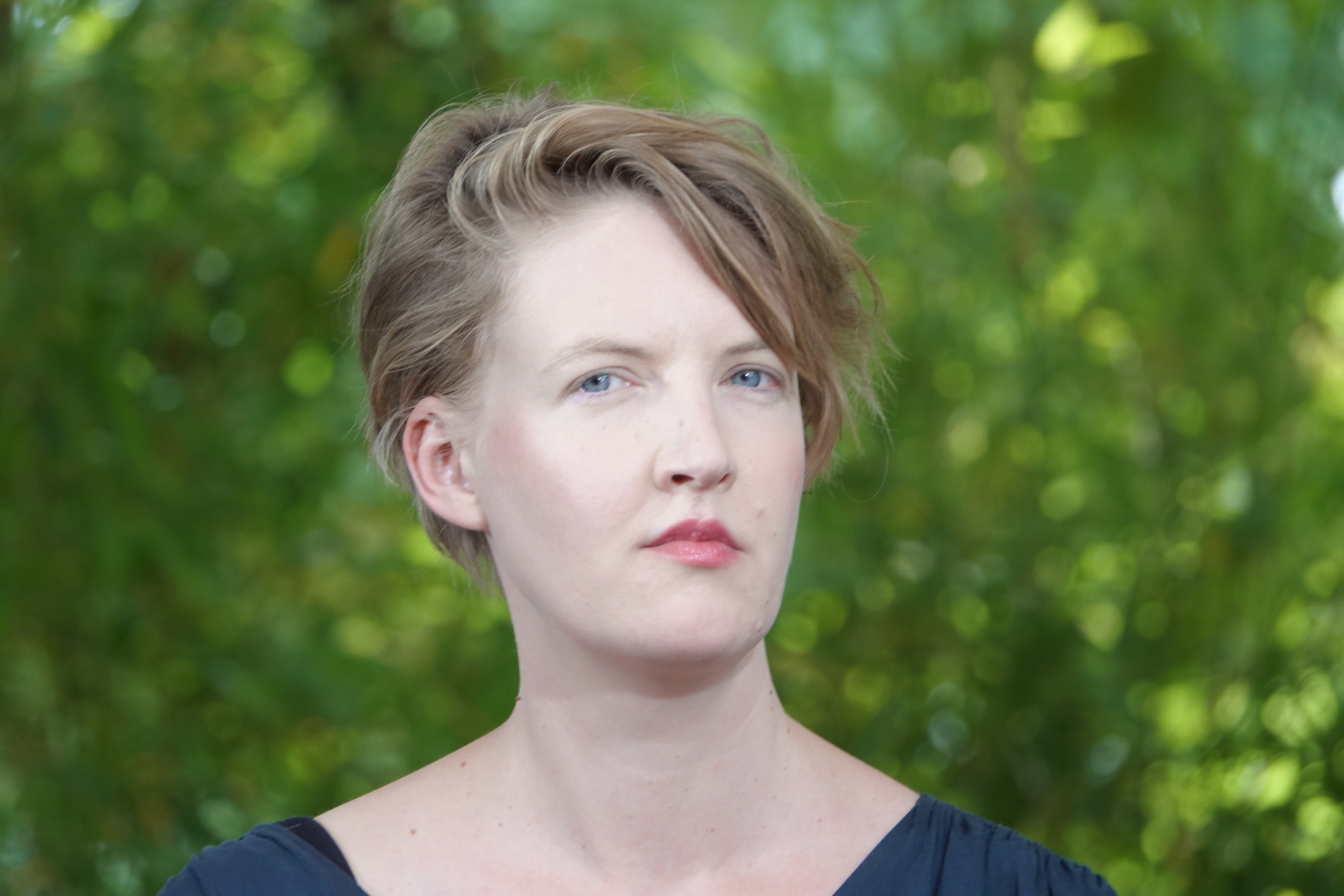
Mara Genschel beim Ingeborg-Bachmann-Preis 2022

Mara Genschel (* 1982 in Bonn) ist eine deutsche Schriftstellerin und Performerin.

## Leben und Werk
Nach dem Abitur studierte Mara Genschel Musikwissenschaft in Köln und bis 2004 Schulmusik an der Hochschule für Musik Detmold mit dem Hauptfach Violine. Von 2004 bis 2008 studierte sie am Deutschen Literaturinstitut Leipzig. 2008 debütierte sie mit dem Gedichtband Tonbrand Schlaf, der kontrovers aufgenommen wurde. Dem Künstlerbuch Vom Nachtalpenweg in Zusammenarbeit mit Valeri Scherstjanoi 2009 folgten zunehmend konzeptuellere Publikationen. Mit der fortlaufenden Heftreihe Referenzfläche im Selbstvertrieb (handschriftliche Bearbeitung der Drucke; Selbstvertrieb ohne ISBN) erprobt Genschel seit 2012 eine Publikationsform abseits des konventionellen Buchhandels. Für das Hörspiel Krieg der Manifeste – Futurismus erobert Europa von Bernd Kempker, das vom WDR produziert und im Februar 2009 von der Deutschen Akademie der Darstellenden Künste als Hörspiel des Monats ausgezeichnet wurde, improvisierte Mara Genschel die Musik.
2015 gab Bertram Reinecke einen Materialband zu ihren Arbeiten heraus. 2017 und 2018 erschienen mit Cute Gedanken (roughbooks) und Gablenberger Tagblatt (brueterich press) zwei weitere Einzelpublikationen, die nicht mehr eindeutig einer bestimmten Gattung zuzuordnen sind.
Genschels Arbeitsfeld erstreckt sich auch auf Radioarbeiten, Installationen und Performances. Neben Sendungen für die Reihe JetztMusik in SWR2 wurde 2017 ihr Hörspiel Villa Genschel von hr2-kultur ausgestrahlt. Installative Arbeiten zeigte sie unter anderem im Kunsttempel Kassel, dem Forum Stadtpark Graz, bei den Darmstädter Ferienkursen und im Tranzit in Bukarest.
Neben dezidierten Bühnenarbeiten entwirft Genschel Performances oft spontan und in Reaktion auf Einladungen zu öffentlichen Auftritten wie Lesungen oder Vorträgen.

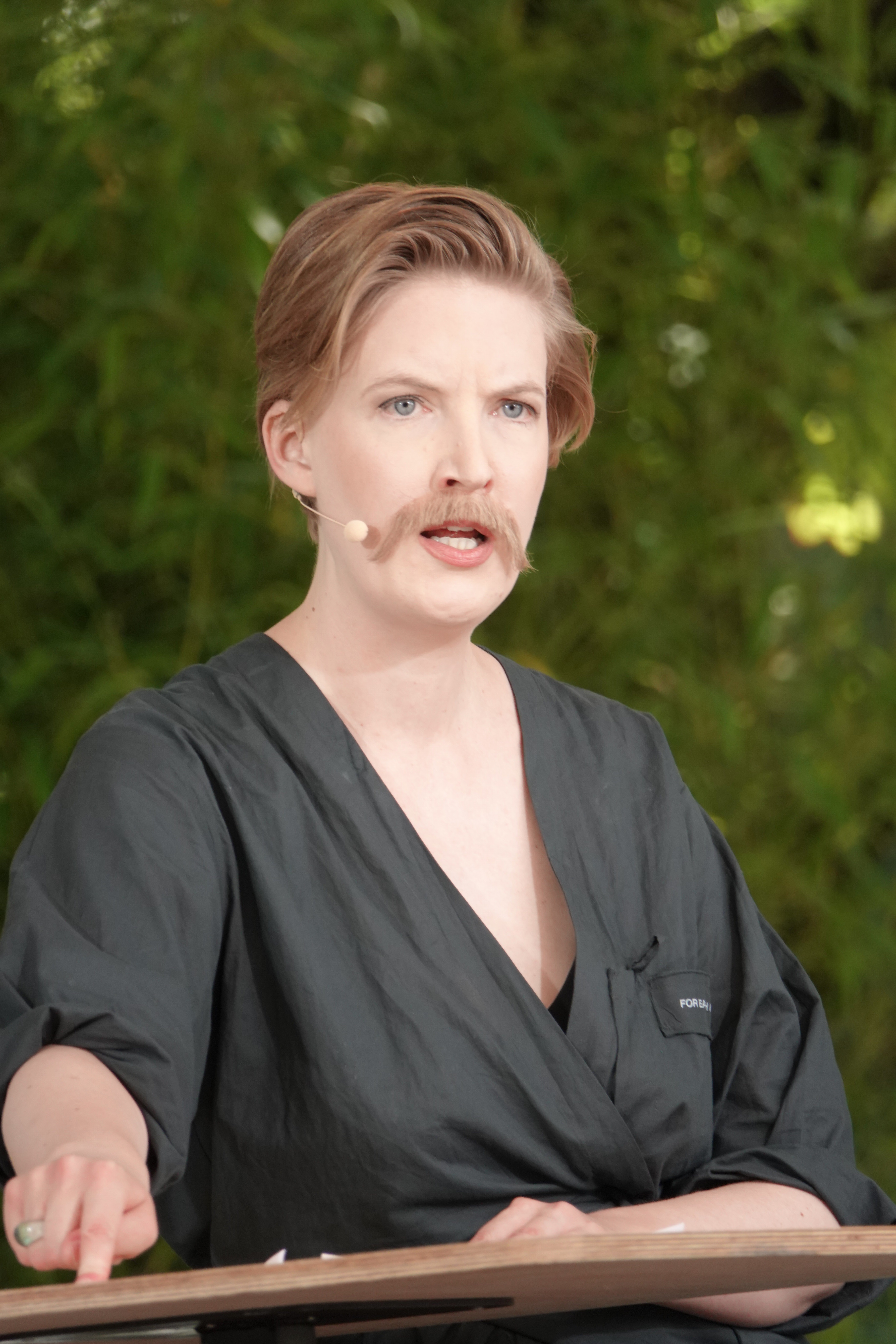
Mara Genschel bei ihrer Lesung beim Ingeborg-Bachmann-Preis 2022

Auf Einladung von Insa Wilke las Mara Genschel beim Ingeborg-Bachmann-Preis 2022 ihren Text Das Fenster zum Hof, den sie mit amerikanischem Akzent und angeklebtem Schnauzbart vortrug und dabei „den sonst weitgehend ernsten Charakter des Wettbewerbs im österreichischen Klagenfurt“ „konterkarierte“, wie das Monopol-Magazin feststellte.
Seit 2024 ist sie künstlerisch-wissenschaftliche Mitarbeiterin an der Kunsthochschule für Medien Köln.
Mara Genschel lebt in Berlin.

## Rezeption
Die Frankfurter Allgemeine Zeitung rezensierte Genschels Debüt-Gedichtband Tonbrand Schlaf 2008 unter dem Titel Bulettenexperiment:  „Manches klingt nach Jandl, anderes nach Kling, dem sie eines der Gedichte widmet. Oder sind es Rudimente von Gedichten? […] Eine Tagebuchnotiz, typographisch aufgemotzt – aber ein Gedicht?“
literaturkritik.de resümierte: „Mara Genschel nivelliert ihre Texte nicht auf eine abgeklärte poetical correctness, sondern lässt neben allem Sprach-Zweifel auch die Extreme und damit das Ver-Zweifeln zu. Mehr von dieser radikalen Schreibhaltung täte der Gegenwartslyrik gut.“
SWR2, das Kulturprogramm des Südwestrundfunks, widmete ihr im September 2008 eine Hörfunksendung, beschrieb sie mit „Musik und Wort, Klang und Bedeutung – das sind die Pole, um die ihr Schaffen kreist“ und strahlte ihr Kurzhörspiel Der blinde Dichter aus.
2013 untersuchte Tobias Amslinger in der Zeitschrift Kritische Ausgabe Genschels ungewöhnliche Publikationsstrategie. Mit ihrer fortlaufenden Heft-Reihe Referenzfläche (handschriftliche Bearbeitung der Drucke; Selbstvertrieb ohne ISBN) erprobt sie derzeit eine Publikationsform abseits des konventionellen Buchhandels.

## Auszeichnungen und Förderungen
- 2007: Finalistin beim Leonce-und-Lena-Preis
- 2010: Stipendium Stiftung Künstlerdorf Schöppingen
- 2013: Fellowship Literatur der Stiftung Insel Hombroich
- 2016: International Writing Program[11] (IWP) University of Iowa
- 2017: Förderpreis zum Heimrad-Bäcker-Preis
- 2019: International Writer’s Workshop[12] (IWW) Hong Kong Baptist University
- 2021: Artist in residence der Stiftung Bauhaus Dessau
- 2023: Werkstipendium des Deutschen Literaturfonds

## Werke
Einzeltitel
- Tonbrand Schlaf. Gedichte. Connewitzer Verlagsbuchhandlung Peter Hinke, Leipzig 2008, ISBN 978-3-937799-31-5, 76 Seiten, Klappenbroschur.
- Vom Nachtalpenweg (mit Valeri Scherstjanoi). [Glossolalien und Lauttexte].. Hybriden-Verlag, Berlin 2009, 28 Seiten, gebunden + Audio-CD [36 Minuten].
- Referenzfläche. Fortlaufende Reihe, bislang 5 Hefte. Berlin, Selbstverlag.
- Bertram Reinecke (Hrsg.): Mara Genschel Material. Reinecke & Voß, Leipzig 2015.
- Cute Gedanken, roughbooks, Berlin und Schupfart, 2017, 96 Seiten
- Gablenberger Tagblatt, Brüterich Press, Berlin 2017, ISBN 978-3-945229-17-0
- Fur Sessions. Documents about domestication (mit Anca Bucur), edition frACTalia, Bukarest 2018
- Pretending to be in Dessau, Heftserie dt/en (Übersetzung von Shane Anderson), Stiftung Bauhaus Dessau, 2021
- Midlife-Prosa, Engeler Verlag, Schupfart, 2024

Radiosendungen
- Sprecherrolle und Musik in: Krieg der Manifeste – Futurismus erobert Europa von Bernd Kempker WDR3, 2009
- Dass ich muss, was nicht gemäß ist! (JetztMusik) SWR2, 2014
- Über königlich geformte Sanitärkeramik (JetztMusik) SWR2, 2015
- Villa Genschel – Hörspiel (Artists Corner) HR2, 2017
- Geile Stellen (JetztMusik) SWR2, 2019
- Salon Dilletantisme (JetztMusik) SWR2, 2020
- How to celebrate a Meister (JetztMusik) SWR2, 2021
- Utopische Dialoge (JetztMusik) SWR2, 2024

Bühnenarbeiten (Auswahl)
- Der Kuss (verkleinerter Guss) – für Stimme, Geige und Zuspielung – UA Klangaktionen München 2009
- play* – akusmatische Lesung für 14 Lautsprecher, Neonröhren und Funkgeräte. Musik: Martin Schüttler – UA Hildesheim Prosanova 2011; 60’
- LAPSUS – begehbare Lesung – UA in der Reihe Carte Blanche (FGNM) Wiesbaden 2015
- Büro Dilletantisme – für A4-Drucker und offenes Mikro – UA Musik 21 Hannover 2017
- Übungen aus einem anderen Jahrtausend – Performance mit Hilfsheft – UA kook.mono Berlin 2018

Anthologien und Literaturzeitschriften (Auswahl)
- Christoph Buchwald, Uljana Wolf (Hrsg.): Jahrbuch der Lyrik (2009).
- Björn Kuhligk, Jan Wagner (Hrsg.): Lyrik von JETZT zwei (2008).
- Shafiq Naz (Hrsg.): Der deutsche Lyrikkalender. Jeder Tag ein Gedicht (2009).
- Literaturzeitschriften: comma, poet[mag], EDIT.